# NGC 623
NGC 623 est une galaxie elliptique géante située dans la constellation du Sculpteur. NGC 623 a été découverte par l'astronome britannique John Herschel en 1837.

## Caractéristiques
Sa vitesse par rapport au fond diffus cosmologique est de 8 742 ± 32 km/s, ce qui correspond à une distance de Hubble de 128,9 ± 9,0 Mpc (∼420 millions d'al).